# Stazione di Sadali-Seulo
La stazione di Sadali-Seulo, nota anche come stazione di Sadali è una stazione ferroviaria al servizio del comune di Sadali posta lungo la linea Mandas-Arbatax, utilizzata esclusivamente per i servizi turistici del Trenino Verde.

## Storia
La stazione fu realizzata nella parte ovest di Sadali dalla Società italiana per le Strade Ferrate Secondarie della Sardegna negli anni novanta dell'Ottocento, venendo inaugurata il 20 aprile 1894 insieme al tronco ferroviario Villanova Tulo-Ussassai, ultimo lotto della Mandas-Arbatax ad essere completato. L'impianto nacque per servire sia il centro sadalese che il limitrofo comune di Seulo, il cui paese è distante dall'impianto oltre dieci chilometri, da cui la doppia denominazione in voga già al momento dell'inaugurazione, benché non di rado l'impianto sia stato identificato nei primi anni di esercizio col nome della sola Sadali. A inizio Novecento la stazione fu utilizzata anche per il carico della galena estratta presso la miniera di Alera.
Alla gestione SFSS nel 1921 subentrò quella della Ferrovie Complementari della Sardegna, a cui seguì nel 1989 la Ferrovie della Sardegna. Sotto questa amministrazione l'intera Mandas-Arbatax fu destinata, a partire dal 16 giugno 1997, all'impiego per il solo traffico turistico legato al progetto Trenino Verde, fatto che portò alla cessazione dell'utilizzo regolare dello scalo. Da allora la stazione, che dal 2010 è gestita dall'ARST, viene utilizzata quasi esclusivamente nel periodo estivo, restando per il resto dell'anno sostanzialmente priva di traffico.

## Strutture e impianti
Quella di Sadali-Seulo è una stazione di tipo passante, classificata dal gestore come assuntoria. Il piazzale ferroviario presenta una configurazione in cui dal binario di corsa se ne dirama uno di incrocio, ciascuno di essi dotato di una propria banchina e, nel caso del binario deviato, anche di un prolungamento tronco in direzione Arbatax. Ad essi si aggiunge un tronchino che serviva in passato il locale scalo merci (dismesso), composto anche da un piano caricatore (trasformato in una piazzetta).
Adiacente a quest'ultimo è ubicato il fabbricato viaggiatori della stazione, una costruzione a pianta rettangolare con sviluppo su due piani più tetto a falde in laterizi, dotata di tre accessi sul lato binari, destinata a scopi turistici dopo la cessazione dei servizi di trasporto ordinario sulla linea.

## Movimento
Dall'estate 1997 la stazione è utilizzata esclusivamente per il traffico turistico ed è attiva principalmente tra la primavera e l'autunno: nell'estate 2016 lo scalo era servito da una coppia di corse giornaliera per Mandas e Seui sei giorni alla settimana. Ulteriori treni sono di norma calendarizzati nel periodo primaverile ed autunnale, mentre nel corso dell'intero anno la stazione è utilizzabile per eventuali treni espletati su richiesta di comitive di turisti.

## Servizi
Nel fabbricato viaggiatori dell'impianto sono presenti i servizi igienici. L'impianto era inoltre dotato di una biglietteria e di una sala d'attesa, i cui locali sono stati destinati all'Ecomuseo delle acque della Barbagia che ha in stazione anche un punto informazioni per i turisti.
- Servizi igienici
- Ufficio informazioni turistiche

## Interscambi
Dinanzi all'impianto, dotato anche di un'area deposito per gli autobus dell'ARST, è ubicata una fermata delle autolinee di questa società che permettono il collegamento con alcuni centri del circondario e con Cagliari.
- Fermata autobus